# Daniel Gralath der Ältere

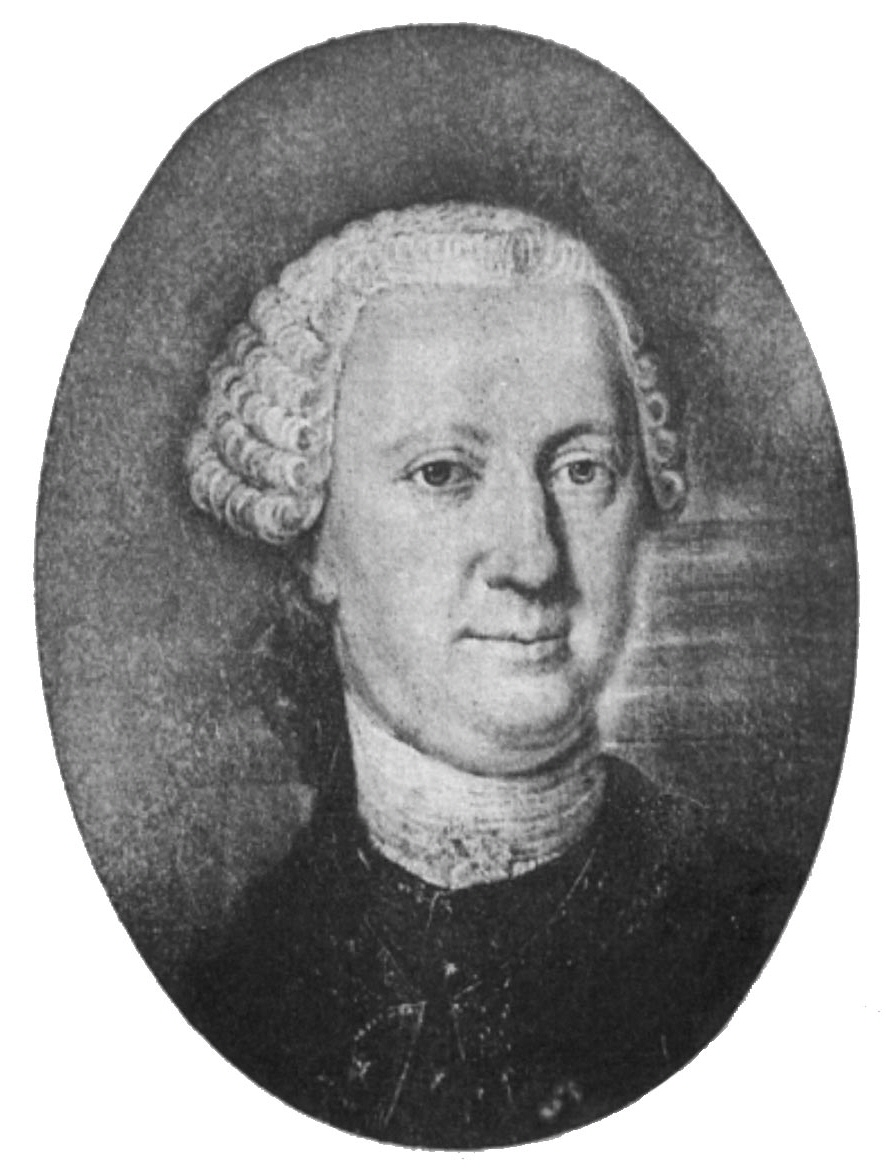
Daniel Gralath

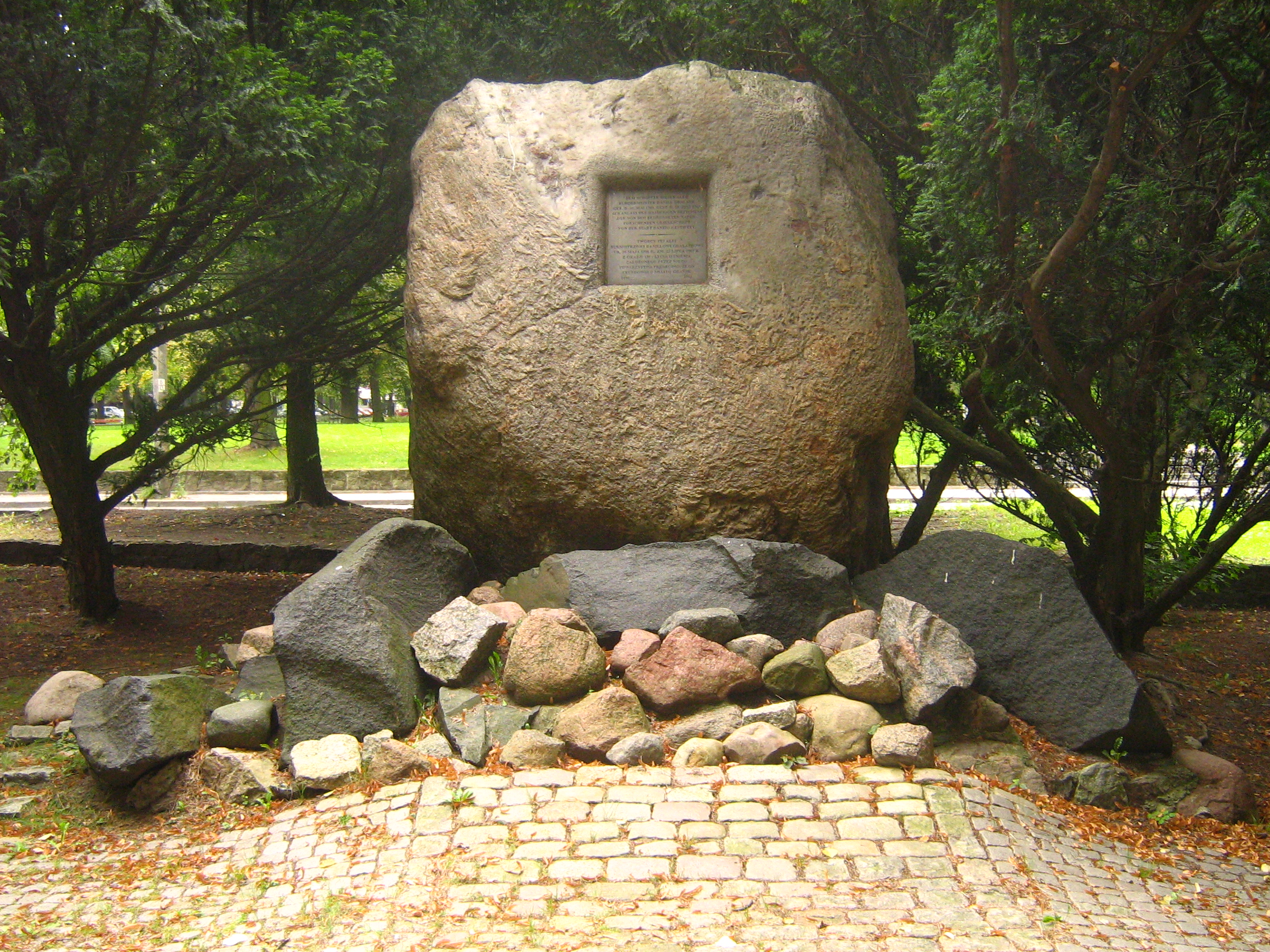
Gralath-Denkmal von 1893 in Danzig

Daniel Gralath (* 30. Mai 1708 in Danzig; † 23. Juli 1767 in Danzig) war ein deutscher Physiker und Bürgermeister der Danziger Rechtstadt. Er war Mitbegründer der Naturforschenden Gesellschaft in Danzig.
Gralath hatte eine Tochter und fünf Söhne, darunter den Rechtswissenschaftler und Lokalhistoriker Daniel Gralath den Jüngeren (mit dem er in älteren Quellen oft verwechselt wurde) sowie Karl Friedrich von Gralath (1741–1818), der ebenfalls Bürgermeister von Danzig wurde.

## Leben
Gralath wurde als Sohn des Danziger Kaufmanns Karl Ludwig Gralath (um 1673–1713) geboren, dessen aus Regensburg stammender Vater 1690 das Danziger Bürgerrecht erworben hatte. Er besuchte das Akademische Gymnasium Danzig und beschäftigte sich schon in dieser Zeit mit Mathematik und Physik. Ab 1728 studierte er Rechtswissenschaft in Halle und Marburg, wo er den Universalgelehrten und Philosophen Christian Wolff kennenlernte. Nach Abschluss seiner Studien in Leiden bereiste er mit seinem Bruder Frankreich. 1734 kehrte er nach Danzig zurück und widmete sich als Privatmann der Wissenschaft. 1737 heiratete er Dorothea Juliana Klein (1718–1788). Mit seinem Schwiegervater Jacob Theodor Klein und sieben weiteren Gelehrten gründete er 1743 die Naturforschende Gesellschaft und wurde 1755 deren Direktor. Gralath bekleidete viele Ämter der Stadtverwaltung: Er war Quartiermeister, Schöffe und Ratsherr, bevor er 1763 Danziger Bürgermeister wurde. Auf Anregung und mit finanzieller Unterstützung Gralaths wurde 1767–1769 die Große Allee zwischen Danzig und dem Vorort Langfuhr angelegt und mit holländischen Linden bepflanzt. Heute ist die Straße unter dem Namen Aleja Zwycięstwa (deutsch Siegesallee) Teil der Hauptverkehrsachse Danzigs.
Gralath arbeitete mit Gottfried Lengnich und anderen Danziger Ratsherren an der Verfassungsgeschichte Danzigs.
Als Physiker waren Gralaths Interessen weit gestreut. Am erfolgreichsten arbeitete er zur Elektrizitätslehre. Im März 1746 wiederholte er das Experiment Ewald Georg von Kleists, das diesen 1745 das Prinzip der Leidener Flasche hatte entdecken lassen, die zunächst auch Kleistsche Flasche genannt wurde. Gralaths Flasche, in die er einen Eisendraht gesteckt hatte, war mit Wasser gefüllt. Ihre Elektrizität reichte aus, um einer Menschenkette aus 20 Personen einen Schlag zu versetzen. Er publizierte über das neue Instrument 1747 in den Versuchen und Abhandlungen der Naturforschenden Gesellschaft. Gralath war der erste, der mehrere dieser Flaschen zu einer Batterie zusammenschloss, um ihre Wirkung zu verstärken. Er versuchte auch als erster, die Kraft zwischen elektrisch geladenen Körpern zu messen.
Daniel Gralath war seit 1752 Ehrenmitglied der von Johann Matthias Gesner gegründeten Königlichen Deutschen Gesellschaft zu Göttingen.

## Schriften (Auswahl)
- Exercitatio physica. De origine fontium. Typis Thomae Johannis Schreiber, Danzig 1727
- Geschichte der Elektricität, 3 Bände, Danzig 1747–1756
- Electrische Bibliothek. In: Abhandlungen der Naturforschenden Gesellschaft zu Danzig, Band 2,  1754, S. 525–552